# Platycarpheae
Platycarpheae V.A.Funk & H.Rob., 2009 è una tribù di piante angiosperme dicotiledoni della famiglia delle Asteraceae.

## Etimologia
Il nome della tribù deriva dal suo genere tipo (Platycarpha) il cui nome è composto due parole greche: "platys" (= piatto o grande) e "carpha" (= frutto), e si riferisce al largo frutto delle specie di questo genere.
Il nome scientifico della tribù è stato definito per la prima volta dai botanici contemporanei Vicki Ann Funk (1947 - 2019) e Harold Ernest Robinson (1932 - 2020) nella pubblicazione "Compositae Newsletter. Stockholm" (47: 26) del 2009.

## Descrizione

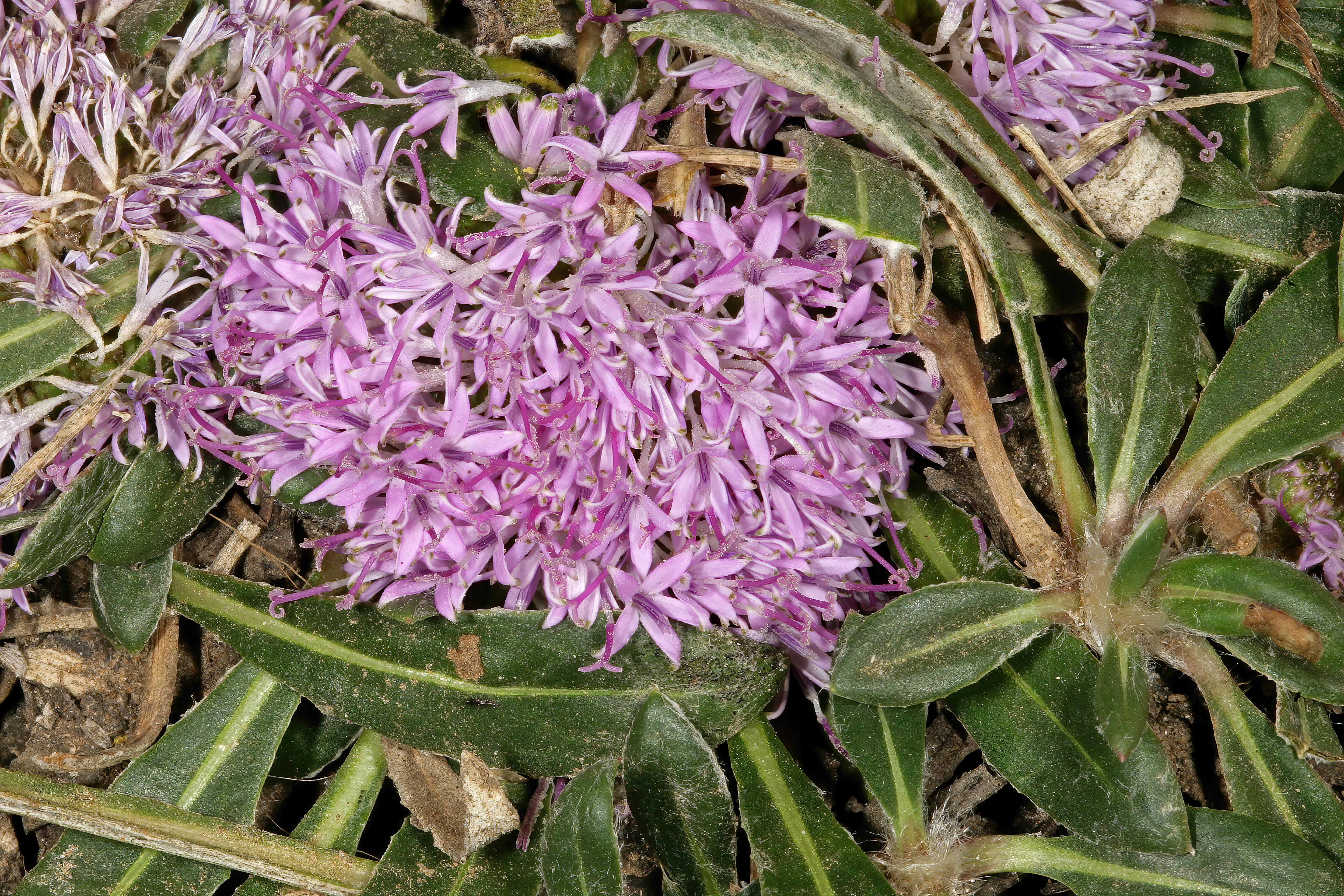
Infiorescenza
Platycarphella parvifolia

Le specie di questo genere sono piante perenni con portamenti erbacei, perenni e acauli (alcune piante formano delle dense stuoie). Sono presenti sia strutture rizomatose che stolonifere, queste ultime si dipartono dalla base della corona delle rosette basali. Non è presente nessuna linfa lattiginosa (latice).
In genere sono presenti foglie basali spesso allungate e prostrate possono formano delle rosette o corone che si irradiano attraverso 2 - 6 anelli di foglie; le più vecchie si trovano negli anelli più bassi e più grandi. La forma della lamina varia da obovata a oblanceolata o ellittica o lineare; i bordi possono essere da interi, dentati fino a pennatosetti. La faccia adassiale è verde e glabra; quella abassiale è ricoperta da un denso tomento bianco.  Le stipole e le spine sono assenti. Dimensioni delle foglie: larghezza 0,5-11 cm; lunghezza 1-35 cm.
Le infiorescenze sono composte da capolini sessili raccolti al centro delle rosette. Sono presenti delle infiorescenze secondarie (sinflorescenze) con una struttura complessa costituita da capolini plurimi con un ricettacolo secondario di 2-10 cm di diametro. I capolini, discoidi, sono formati da un involucro a forma da cilindrica a subglobosa composto da brattee (o squame) all'interno delle quali un ricettacolo fa da base ai fiori. Le brattee, da 7 a 40, disposte in 3 - 5 serie in modo embricato e scalato hanno delle forme da lanceolate a lineari (generalmente glabre); quelle esterne sono grandi 6-20 x 1-5 mm, mentre quelle interne diventano sempre più piccole e sottili. Il ricettacolo, a forma piatta o più o meno conica, può essere ricoperto da pagliette oppure, più raramente, è nudo. Diametro dei capolini: 3-25 mm.
I fiori, da 3 a 60, sono tetra-ciclici (ossia sono presenti 4 verticilli: calice – corolla – androceo – gineceo) e pentameri (ogni verticillo ha 5 elementi). Sono tubulosi (actinomorfi), ermafroditi (bisessuali) e feritili.
- Formula fiorale:

*/x K {\displaystyle \infty }, [C (5), A (5)], G 2 (infero), achenio
- Calice: i sepali del calice sono ridotti ad una coroncina di squame.
- Corolla: la corolla dei fiori tubulosi ha un tubo lungo con 5 lobi; il colore varia dal porpora al rosa, o viola, malva o lilla, raramente è biancastra. la lunghezza è variabile da 8-23 mm.
- Androceo: gli stami sono 5 con filamenti liberi, glabri o papillosi e distinti, mentre le antere (color porpora) sono saldate in un manicotto (o tubo) circondante lo stilo. Le antere in genere hanno una forma sagittata con base caudata oppure no, o speronata. L'endotecio è polarizzato e non è rinforzato lateralmente. Il polline normalmente è tricolporato a forma sferica o schiacciata ai poli.
- Gineceo: lo stilo, snello (lungo 9-29 mm), è filiforme con due stigmi divergenti e corti. La parte apicale è leggermente ingrossata ed è ricoperta da corti peli specialmente sui bordi. L'ovario è infero uniloculare formato da 2 carpelli. L'ovulo è unico e anatropo.

I frutti sono degli acheni con pappo. La forma dell'achenio in genere è oblunga, prismatica (o turbinata) con 3 - 5 facce e con delle rugosità trasversali; il colore è scuro. Il pericarpo può essere di tipo parenchimatico, altrimenti è indurito (lignificato) radialmente; la superficie, specialmente alla base, è irsuta per peli arricciati o uncinati.  Il carpoforo (o carpopodium - il ricettacolo alla base del gineceo) è anulare. I pappi, formati da una serie di 7 - 12 scaglie (o squame) lunghe 2-6 mm, persistenti, sono direttamente inseriti nel pericarpo o connati in un anello parenchimatico posto sulla parte apicale dell'achenio.

## Biologia
- Impollinazione: l'impollinazione avviene tramite insetti (impollinazione entomogama tramite farfalle diurne e notturne).
- Riproduzione: la fecondazione avviene fondamentalmente tramite l'impollinazione dei fiori (vedi sopra).
- Dispersione: i semi (gli acheni) cadendo a terra sono successivamente dispersi soprattutto da insetti tipo formiche (disseminazione mirmecoria). In questo tipo di piante avviene anche un altro tipo di dispersione: zoocoria. Infatti gli uncini delle brattee dell'involucro si agganciano ai peli degli animali di passaggio disperdendo così anche su lunghe distanze i semi della pianta.

## Distribuzione e habitat
Le specie di questo genere si trovano in Africa del sud: Botswana, Sudafrica e Namibia.
In particolare la specie con l'areale più ampio è Platycarphella carlinoides, diffusa nel Sudafrica nord-occidentale (provincia del Capo Settentrionale), sugli altipiani centrali della Namibia e nel Botswana. Platycarphella parvifolia è endemica del Sudafrica (provincia del Nordovest, Free State e Mpumalanga) e così pure Platycarpha glomerata (provincia del Capo Orientale e KwaZulu-Natal).
Le piante di questa tribù crescono dal livello del mare, nelle aree costiere del Sudafrica, sino ai 1800 m di altitudine, negli altipiani della Namibia. Prediligono i terreni rocciosi e sabbiosi, in piena luce.

## Tassonomia
La famiglia di appartenenza di questa voce (Asteraceae o Compositae, nomen conservandum) probabilmente originaria del Sud America, è la più numerosa del mondo vegetale, comprende oltre 23 000 specie distribuite su 1 535 generi, oppure 22 750 specie e 1 530 generi secondo altre fonti (una delle checklist più aggiornata elenca fino a 1 679 generi). La famiglia attualmente (2021) è divisa in 16 sottofamiglie.

### Filogenesi
Thunberg nel 1800 descrisse la specie tipo di questo gruppo come Cynara glomerata. Lessing nel 1831 incluse la specie descritta da Thunberg in un genere a sé stante, Platycarpha. La collocazione del genere è stata a lungo incerta e nel corso degli anni è stata attribuita dapprima alla tribù delle Vernonieae, successivamente alle Arctotideae, in epoca più recente alle Mutisieae e alle Cardueae.
Una revisione del 2007 includeva nuovamente Platycarpha nella tribù delle Arctotideae, etichettando come incertae sedis la sua collocazione sottotribale. Al genere Platycarpha venivano attribuite 3 specie, Platycarpha glomerata, Platycarpha carlinoides e Platycarpha parvifolia. Le ultime 2 sono state recentemente assegnate ad un genere a sé stante, Platycarphella e quindi all'istituzione della tribù di questa voce.
I risultati di recenti studi molecolari hanno infine portato al riconoscimento delle Platycarpheae come una tribù monofiletica a sé stante all'interno, prima, della sottofamiglia Cichorioideae e in seguito alla sottofamiglia Vernonioideae. Insieme al clade Liabeae-Vernonieae formano un "gruppo fratello".
I caratteri più indicativi della tribù sono:
- il portamento è relativo a erbe perenni acaulescenti (sono anche stolonifere);
- le foglie sono allungate prostrate;
- i capolini si presentano con complicate strutture secondarie.

I due generi della tribù sono molto diversi morfologicamente e si distinguono per l'habitus, le foglie, lo stilo e il polline. I seguenti caratteri distinguono i due generi:
- Genere Platycarpha:

- le infiorescenza hanno dei capolini grandi e compatti;
- i capolini contengono 60 – 100 fiori;
- le corolle sono lunghe 20-23 mm;
- i rami dello stilo sono lunghi 3-3,5 mm;
- il polline intorno a colpi ha dei bordi a forma di "papillon";
- i segmenti del pappo sono acuminati senza sovrapporsi.

- Genere Platycarphella:

- le infiorescenza hanno capolini più piccoli, con 3 - 14 fiori;
- le corolle sono lunghe 8-13 mm;
- i rami dello stila sono lunghi 1 mm;
- il polline è echinate e tricolporato, senza margini a forma di "papillon";
- i segmenti del pappo sono tronchi e con i margini sovrapposti.

### Composizione della tribù
La tribù Platycarpheae comprende 2 generi e 3 specie:
- Platycarpha Less. (1 sp.).
- Platycarphella V.A. Funk & H. Rob. (2 spp.).